# 郭锋 (毕节)
郭锋，中华人民共和国政治人物、全国脱贫攻坚先进个人。

## 生平
郭锋任毕节市政府副秘书长、织金县委副书记（挂职），中华全国工商业联合会扶贫与社会服务部扶贫工作处处长。因在脱贫攻坚战中作出突出贡献，2021年2月25日全国脱贫攻坚总结表彰大会上，郭锋被授予“全国脱贫攻坚先进个人”。